# 吴西桥公墓
吴西桥公墓，位于中国广东省惠州市惠东县黄埠镇金狮岭，为惠东县的一个县级文物保护单位，类型为古墓葬，公布时间为1987年。
吴西桥公墓的历史年代为明代。